# Brav
Ne doit pas être confondu avec BRAV.
Brav, de son vrai nom Wilfried Barray, né le 5 août 1982, est un chanteur français originaire du Havre,.

## Biographie

### Débuts (1996–2006)
Brav commence à être actif au sein du collectif La Boussole avec des artistes comme Médine, Ness&Cité, Tiers Monde, Koto, Enarce, ou encore Aboubakr.
Dans les années 2000, Brav et Tiers Monde (anciennement Pad) créent le groupe Bouchées Doubles et en 2003 sortent l'EP Quand ruines et rimes s'rallient. Un an plus tard, le duo sort son premier album nommé Matière grise, dans lequel figurent plusieurs featuring avec notamment Médine, Psy 4 de la rime ou encore Sals'a du groupe Ness & Cité.
L'apogée du groupe se fait en 2006 avec le deuxième et dernier album, Apartheid. Sur celui-ci, Brav et Tiers Monde collaborent avec Éric Legrand (voix française de Vegeta, personnage du manga japonais Dragon Ball Z) pour le morceau Fier). Cet album propose également des morceaux en solo pour chacun des deux membres du groupe : Négatif pour Tiers Monde et Nuit Blanche pour Brav. Avec le morceau Compagnons de cellule, le duo s'essaie au story-telling avec une discussion fictive qu'auraient pu avoir un tirailleur sénégalais et Jean Moulin lors de son incarcération en 1940. Apartheid dispose également d'un featuring, avec Médine sur le titre Entre les lignes.

### Projets pour le label Din Records (2006–2014)
Pendant la période Bouchées Doubles et à la suite de la séparation du groupe, Brav s'intéresse à l'infographie ainsi qu'à la vidéo. Il devient alors l'infographiste de Din Records, et fonde en parallèle un studio de création graphique en 2007 : Horizon Design.
Dans les années 2010, Médine sollicite Brav pour apparaitre sur son projet Table d'écoute 2. Il fera son apparition sur cinq morceaux dont deux en solo : Brav'itude et Angle de tir (acte 2). Les trois autres morceaux sont en featuring avec Tiers Monde et Médine (Angle mort (acte 3), A bout de souffre et Jusqu'ici tout va bien). En parallèle, Brav s'engage dans la direction artistique des différents projets des membres de Din Records, notamment avec Médine pour son EP Made In.
En 2013, Brav s'envole au Proche-Orient avec le groupe GazaTeam pour la réalisation d'un documentaire sur ce groupe palestinien. De ce voyage naîtra un livre photographique : La Lune sans les étoiles, qui sera publié en 2014. Financé par les internautes, les bénéfices de ce projet ont été reversés à l'association palestinienne NCAA (Nawa for Culture and Arts Association) dans le but de construire un centre culturel accompagnant les enfants de Gaza[réf. nécessaire].

### Sous Franceet concerts appart (2015)
Entouré de ses frères Proof et Général, tous deux compositeurs au sein du label Din Records, Brav sort son tout premier album solo, Sous France, le 26 janvier 2015, composé de 13 titres.
Le premier extrait est Tyler Durden, morceau faisant écho à Fight Club. Après sa sortie, l'album est considéré par certains critiques comme surprenant car n'étant pas dans les codes du rap français des années 2010. Quatre morceaux de l’album seront réalisés par Brav lui-même et portés à l’image : Tyler Durden, Brav Against The Machine, L’arche et Jeu de cette famille[réf. nécessaire].
Parallèlement à la vente de l'album, Brav commence une tournée, les concerts en appartements.

### Error 404(2016)
Le 1er janvier 2016, Brav publie le clip de Ham, issue de son premier album, dévoilant la sortie d'un second album solo intitulé Error 404. L'album sort le 26 février 2016 et comprend deux particularités : la première est que toutes les musiques durent 4:04 minutes, exception faite pour le morceau Post Scriptum durant le double. La seconde est le fait que Brav ait utilisé une photo de son père pour créer la couverture de l'album. L'album reste dans la continuité de Sous France avec une écriture travaillée et une ambiance sombre. La composition musicale est toujours dirigée par ses frères Proof et Général (à l'exception de la chanson Marla Singer, composée majoritairement par Dominique Comont), proposant un album mixant rap, pop et rock.
Le jour de la sortie d'ERROR 404, Brav s'est entouré de Jazzy Bazz, Kamnouze et Nakk Mendosa pour sortir un morceau s'appelant Tout à refaire, sorti le même jour que leurs albums respectifs, le 26 février 2016.
La même année, il reprend les routes de France pour faire des concerts en appartements mais aussi des concerts plus traditionnels comme sa première date parisienne à La Bellevilloise le 24 mars 2016.

### Nous sommes(2017-2018)
En juin 2017, Brav met en ligne le titre Là-Haut sur Youtube, morceau faisant partie de son projet intitulé Nous Sommes. Contrairement à ces deux albums précédents, ce projet sera sous la forme d'un financement participatif sur la plateforme Ulule. Cette campagne dépasse les objectifs et atteint 283 % en un temps record. l'EP, composé de 11 titres, voit alors le jour le 26 février 2018.

### OlgaetChérie(2018-2020)
En 2018, fort de cet enchaînement de projets, Brav signe son premier contrat d’artiste au sein d’Universal Music, dans un sous-label appelé Monarchy, géré par Tefa. Durant cette période en major, il affinera son style musical et proposera ainsi deux singles, Olga et Chérie, aux univers différents de ce que le public lui connaît.
Cette période lui permettra également de rencontrer des artistes et d’être sollicité pour son écriture. 

### Parachute(2021)
Le 13 mai 2021, Brav publie un documentaire nommé Parachute, réalisé en collaboration avec Yves Brua (réalisateur).
À travers des images inédites et d'archives, Brav, revenu depuis au sein de son ancien label indépendant MIND, témoigne de son expérience en maison de disques. Ce documentaire annonce la sortie d'un projet à venir.

### Apresminuit et écriture (2022-2023)
Septembre 2022, Brav devient directeur de son propre label indépendant Apresminuit. Il lance par la même occasion le titre du même nom.
En parallèle de sa carrière d'artiste, il a notamment contribué sur divers projets : la série musicale Reusss (nommée lors du festival international Series Mania, dans la catégorie « Musique originale »), la série Netflix Jusqu'ici tout va bien de Nawell Madani, ainsi que les chanteuses Linh (Autour de toi), Charlie (Olvida Me, Bonnie and Clyde, Madre et Réel), Zaho (Château de sable), Ambre Sls (Toujours pas assez), Ouidad (Casa), Nour (Elles dansent).

### Café Crève et La Cigale (2023-2024)
Brav revient en septembre 2023 avec un nouveau single "Plus d'amour", marquant le début d'un nouveau projet pour l'artiste. A travers celui-ci, il sort régulièrement de nouveaux titres accompagnés de box limitées, dans lesquelles son public peut y retrouver des objets liées au projet. On découvre ainsi le titre "ça va." en décembre 2023, suivi de "Reste au lit" début 2024 puis "Un jour de plus au paradis" en juillet. 
L'album Café Crève sort quant à lui le 13 septembre 2024. Avec cet opus, Brav affirme une évolution dans son parcours musical, mettant en avant des influences variées telles que Jacques Brel, Renaud, Stromae ou encore Gaël Faye. L’album comprend plusieurs collaborations. 
La sortie de Café Crève a été suivie d’un concert à la Cigale le 27 septembre 2024, où il a interprété les morceaux de ce nouvel album ainsi que des classiques de sa carrière, entouré d'artistes avec lesquels il a collaboré.

## Discographie

### Auteur pour d'autres artistes
- 2013 - Album : Dernier Mc | Artiste : Kery James, Titre: Post Scriptum, Label : AZ
- 2019 - Album : Agapé | Artiste : Shy'm, Titre : Absolem feat. Youssoupha & Kemmler, Label : East 47th Records
- 2019 - Album : Agapé | Artiste : Shy'm, Titre: Déteste moi feat. Brav, Label: East 47th Records
- 2020 - Album : Tous les deux | Artiste : L.E.J, Titre : Tango, Label: Universal Music France
- 2020 - Album : Tous les deux | Artiste: L.E.J, Titre : Tu es feat. Bigflo et Oli, Label: Universal Music France
- 2021 - EP : Seul |  Artiste : Jules, Titre : Seul | Label : Aldam Production
- 2021 - EP : Seul | Artiste : Jules, Titre : Soleil | Label : Aldam Production
- 2022 - Comédie musicale : Reusss | Label : Sony Music
- 2022 - Single | Artiste : Linh, Titre : Autour de toi | Label : Black Star Music
- 2022 - EP : Réel | Artiste : Charlie | Label : Rex Music
- 2023 - Album : Seul.e.s ensemble | Artiste : Ambre Sls, Titre : Toujours pas assez | Label : Panenka Music
- 2023 - Collector : Résilience | Artiste : Zaho, Titre : Château de sable | Label : Suther Kane Films
- 2023 - Série : Jusqu'ici tout va bien (Netflix) | Label : Sony Music
- 2023 - EP : Premiers amours | Artiste : Nour, Titre : Elles dansent | Label : MCA
- 2023 - Single | Artiste : Ouidad, Titre : Casa | Labels : Playtwo & Funny Stones Production

### Albums collaboratifs
- 2003 : Quand ruines et rimes s'rallient (avec Bouchées Doubles)
- 2004 : Matière grise (avec Bouchées Doubles)
- 2006 : Apartheid (avec Bouchées Doubles)